# Гней Октавий (консул 76 пр.н.е.)
Вижте пояснителната страница за други личности с името Гней Октавий.
Гней Октавий (на латински: Gnaeus Octavius) e политик на късната Римска република.

## Биография
Син е на Марк Октавий (трибун). Внук е на Гней Октавий (консул 128 пр.н.е.) и правнук на Гней Октавий (консул 165 пр.н.е.).
През 79 пр.н.е. той е претор. През 76 пр.н.е. е избран за консул заедно с Гай Скрибоний Курион.
Той е приятел с Цицерон. Вероятно е баща на Марк Октавий (едил 50 пр.н.е. при Помпей Велики).